# Полина Жеребцова
Полина Викторовна Жеребцова (рус. Полина Викторовна Жеребцова; Грозни, Чеченија 20. март 1985) руска је књижевница,
позната по противљењу рату у Чеченији.

## Биографија
Полина Жеребцова рођења у Грознију у Чеченији. Написала је неколико књига о ратовима у Чеченији и о Русији.  

## Проза
- (2011)
- 1994—2004 (2014)
- (2015)
- (2017)
- (2017)